# 昌化鹅耳枥
昌化鹅耳枥（学名：Carpinus tschonoskii，中国树木分类学中又名昌化枥）为桦木科鹅耳枥属的植物。分布于朝鲜、日本以及中国大陆的河南、贵州、湖北、安徽、云南、浙江、江西、四川等地，生长于海拔1,400米至2,400米的地区，多生长在山坡林中，目前尚未由人工引种栽培。

## 异名
- Carpinus falcatibracteata Hu
- Carpinus tschonoskii Maxim. var. falcatibracteata (Hu) P. C. Li